# Mramorna mačka
Mramorna mačka (lat. Pardofelis marmorata) je mala mačka o kojoj se relativno malo zna. Živi u tropskim kišnim šumama Jugoistočne Azije, na Borneu i Sumatri, a ponekad se može naći čak i u planinama Nepala. Može se naći na nadmorskoj visini do 3000 metara. Zbog teškog pristupa njenom životnom području ne zna se koliko ima primjeraka i koliko je ugrožena kao vrsta.

## Opis
Po veličini ova mačka je velika kao i domaća mačka, a po pojavi je vrlo slična oblačastom leopardu, što znači da po cijelom tijelu ima tamne točke. Krzno je po izgledu slično mramoru, po čemu je mačka i dobila ime, a često se uspoređuje s onim oblačastog leoparda. Ima zaobljene uši.
Stražnje noge su vrlo duge i mršave, a leđa malo zaobljena. Rep ove mačke je jako dug i čupav, dug je 35-55 centimetara. Veličina mramorne mačke je od 45 do 62 centimetra, a težina od 4 do 7 kilograma. Ima dosta velika stopala. Također ima i izrazito velike očnjake, nalik onima velikih mačaka, iako se čini da je to rezultat paralelne evolucije.

## Način života
Malo je poznato o životnim navikama mramorne mačke. Prilagođena je drvnom načinu života, gdje joj rep služi kao protuteža. Samotna je noćna životinja, lovi većinom u drvećima, pa najčešći plijen mramorne mačke su mali glodavci i ptice, a zanimljivo je i što postoje svjedočanstva da lovi plijen veći od sebe. 
Nekoliko mramornih mačaka parilo se u zatočeništvu i gestacija je trajala 66-82 dana. Prosječno svaka mačka okoti 1-4 mačića. Mačići su teški 61-85 grama. Otvaraju oči nakon dvanaest do šesnaest dana. Krutu hranu počinju jesti s dva mjeseca starosti, u vrijeme kada se počinju aktivno penjati. Spolnu zrelost mačići dosežu stari 21 ili 22 mjeseca. Životni vijek mramorne mačke u prirodi je 8-12 godina, a u zatočeništvu je oko 12 godina. 

## Vanjske poveznice
Ostali projekti
|  | Zajednički poslužitelj ima stranicu o temi Mramorna mačka    |
|  | Zajednički poslužitelj ima još gradiva o temi Mramorna mačka |
|  | Zajednički poslužitelj ima još gradiva o temi Pardofelis     |
|  | Wikivrste imaju podatke o taksonu Mramorna mačka             |